# 新阿列克西伊夫卡 (沃茲涅先斯克區)
47°51′50″N 31°29′17″E / 47.86389°N 31.48806°E
新阿列克西伊夫卡（烏克蘭語：Новоолексіївка），是烏克蘭南部尼古拉耶夫州沃兹涅先斯克区布拉茨凱市鎮的村落。面積0.22平方公里，海拔高度122米，2001年人口19，人口密度每平方公里86.4人。